# Le Pian-sur-Garonne
Le Pian-sur-Garonne település Franciaországban, Gironde megyében. Lakosainak száma 967 fő (2022. január 1.). Le Pian-sur-Garonne Saint-André-du-Bois, Saint-Pierre-de-Mons, Saint-Macaire, Saint-Maixant és Saint-Pierre-d’Aurillac községekkel határos.

## Népesség
A település népességének változása:
| Lakosok száma | 429  | 460  | 517  | 653  | 835  | 833  | 852  | 910  | 940  | 967  |
|               | 1968 | 1982 | 1990 | 2006 | 2013 | 2015 | 2017 | 2019 | 2020 | 2022 |